# Eagle Filters Group
Eagle Filters Group Oyj (ehemals Loudspring Oyj, früher Cleantech Invest Oyj) ist ein finnisches Industrieunternehmen,
das Ansaugfilter für Gasturbinen für die Energie- und Prozessindustrie, energiesparende und die Filtrationseffizienz verbessernde Faserlösungen für Industrie- und Gebäudeanwendungen sowie FFP2/FFP3-Atemschutzmasken für das Gesundheitswesen und die Industrie herstellt.
Das Unternehmen war früher eine Investitions- und Entwicklungsgesellschaft, die in Unternehmen für saubere Technologien und natürliche Ressourceneffizienz
investierte. Im Jahr 2021 traf das Unternehmen die strategische Entscheidung, sich zu fokussieren und Loudspring von einer Investmentgesellschaft in ein
Industrieunternehmen umzuwandeln, das sich auf Eagle Filters konzentriert. Im September 2021 erwarb das Unternehmen die verbleibenden 15 % von
Eagle Filters Oy von dessen Gründer Juha Kariluoto.
Die Entscheidung bedeutete, dass nach und nach alle verfügbaren Ressourcen des Unternehmens zur
Unterstützung des Wachstums von Eagle Filters eingesetzt werden und die anderen Beteiligungen innerhalb eines angemessenen Zeitraums verkauft werden sollen.
Das Unternehmen änderte auf der Hauptversammlung am 27. Oktober 2022 seinen Namen von Loudspring Plc in Eagle Filters Group Plc und wurde ab
dem 14. November 2022 unter dem neuen Namen und dem neuen Handelssymbol an der Nasdaq Nordic First North Finland und der Nasdaq Nordic First North Sweden
notiert. Am 29. März 2023 beantragte und erhielt das Unternehmen die Genehmigung, seine Aktien mit Wirkung vom 12. Mai 2023 aufgrund des
geringen Handelsvolumens an der Nasdaq First North Sweden zu dekotieren.
Das Unternehmen hatte zwei Aktiengattungen, Aktien der Serie K und Aktien der Serie A. Auf der außerordentlichen Hauptversammlung am 18. Januar 2023 wurden die nicht börsennotierten K-Aktien (mit 20 Stimmen) in börsennotierte A-Aktien mit einer Stimme umgewandelt. Infolgedessen sind nun alle Aktien des Unternehmens börsennotierte A-Aktien, Die Anzahl der Aktien des Unternehmens beträgt 204 072 406.

## Eagle Filters Oy
Eagle Filters Oy ist eine hundertprozentige Tochtergesellschaft der Eagle Filters Group Plc. Sie wurde 1995 in Kotka, Finnland,
gegründet; der Name des Unternehmens stammt von seinem Gründungsort, dessen finnischer Name kotka auf Englisch eagle (Adler) bedeutet. Die Idee für das Unternehmen entstand aus der Beobachtung, dass die Qualität der importierten Filter für finnische Energieerzeugungsanlagen zu oft nicht gut genug war. Die Gründer hatten zusammen mit dem Technischen Forschungszentrum Finnland VTT Ideen, wie man bessere Filter herstellen könnte.

### Frühe Jahre
Die Eagle Filters begann mit Luftfiltrationslösungen für Gasturbinenkraftwerke. Der erste Großkunde des Unternehmens, Imatran Voima, half Eagle Filters bei der internationalen Expansion durch verschiedene Projekte weltweit. Im Jahr 1999 tätigte das Unternehmen sein erstes Exportgeschäft nach Ungarn und ist seitdem auf allen Kontinenten vertreten.
In den frühen 2000er Jahren erkannte Eagle Filters die entscheidende Bedeutung sauberer Luft für die Effizienz von Gasturbinenkraftwerken und beschloss, sich auf die Verbesserung dieses Bereichs zu konzentrieren. Das Unternehmen entwickelte und patentierte eine Luftfilterlösung, die nicht nur Brennstoff spart, sondern auch einen typischen Wirkungsgradverlust von 10 % in Kraftwerken verhindert und die Wartungskosten reduziert. Das Unternehmen hat die von ihm verwendete Luftfilterlösung patentiert.
In den späten 2000er Jahren prüfte das Unternehmen die Möglichkeit einer Ausweitung auf Filter für Klimaanlagen in Wohngebäuden, beschloss aber schließlich, sich ausschließlich auf die Herstellung von Produkten für Gasturbinen zu konzentrieren.

### Gasturbinen-Einlassluftfilter
Das Unternehmen bietet eine Reihe von Produkten für Gasturbinen in den Filterklassen G4-M6, MERV 7-12, Feinfilter F7-F9, MERV 13-15 und EPA-Filter (Semi-HEPA) E10-E12,
MERV 16 an. Jedes Produkt wurde entwickelt, um die
Kraftstoffeffizienz von Gasturbinen zu verbessern und die Lebensdauer der Anlagen im Vergleich zu kostengünstigen Filterlösungen zu
verlängern.
Der Anstieg der Erdgaspreise im Jahr 2022 spiegelte sich in der Halbjahresbilanz wider, dass das Kundeninteresse an den Produkten von Eagle zum Ende des ersten Halbjahres 2022 deutlich
zunahm. Als eines der Referenzunternehmen meldete Astoria Energy LLC & Astoria Energy 2 LLC eine Leistungssteigerung von 4 MW für jede der vier Gasturbinen, insgesamt 16 MW.

### Konkurrenten
Der Markt für Turbinenluftfiltration ist mäßig fragmentiert. Die wichtigsten Wettbewerber des Unternehmens auf dem Markt für Ansaugfilter für Gasturbinen
sind Camfil AB, Donaldson Company Inc., Nordic Air Filtration A/S, MANN+ HUMMEL GmbH und Graver Technologies LLC. Der Gasturbinenhersteller Engie hat damit begonnen, die Filter von Eagle in einigen seiner Produkte vorinstalliert zu verwenden.

## Investments
Die Eagle Filters Group Oyj verwaltet derzeit die Vermögenswerte ihrer Beteiligungen an Loudspring. Das Unternehmen wurde für den Zeitpunkt seiner Umwandlung von einem früheren Investmentunternehmen in ein tatsächliches Industrieunternehmen kritisiert. Bis zum Ende des ersten Halbjahres 2023 hatte die Eagle Filters Group nur drei Tochtergesellschaften: Eagle Filters Oy, Lumeron Oy und Loudspring Sweden AB. Das Unternehmen veröffentlicht keine konsolidierten Finanzberichte, da es und seine Tochtergesellschaften gemäß den Rechnungsvorschriften als kleinere Einheit eingestuft werden. Am 11. Oktober 2023 erwarb Lumeron Oy die vollständige Eigentümerschaft an einem Produktionsgelände.
Unter seinen Investitionen hält das Unternehmen einen 24,2%igen Anteil an Nuuka Solutions Oy, der im Frühjahr 2022 bei der letzten Aktienplatzierung mit rund 2,6 Millionen Euro bewertet wurde. Es ist die zweitbedeutendste Beteiligung des Unternehmens nach der Eagle Filters Oy. Enersize Plc, mit einem Anteil von 7,1 %, ist an der Nasdaq Nordic First North Sweden gelistet und hatte am 12. April 2023 einen Marktwert von etwa 75.000 Euro. Am 17. Februar 2023 minderte das Unternehmen den Wert der Loudspring-Investitionen, mit Ausnahme von Nuuka Solutions Ltd, die mit 1,3 Millionen Euro bewertet wurde. Aufgrund gestiegener Unsicherheit bei der Fair-Value-Messung beschloss das Unternehmen im August 2023, die Wertminderung anzuerkennen und den Wert von Nuuka Solutions Ltd auf null zu überprüfen. Infolgedessen wurden alle Vermögenswerte, mit Ausnahme von Eagle Filters Oy, Lumeron Oy und Loudspring Sweden AB, auf null neu bewertet.
Status der übernommenen Investitionen von Loudspring Oyj per 24. November 2022. Die Reihenfolge entspricht den Angaben im Jahresabschlussbericht des Unternehmens für 2021. Die nach dem Geschäftsjahr gemeldeten Ereignisse im Jahresabschlussbericht spiegeln sich in der Auflistung wider.
| Unternehmen           | Beschreibung                                                                  | Eigentumsanteil in % |
| --------------------- | ----------------------------------------------------------------------------- | -------------------- |
| Nuuka Solutions Oy    | Unternehmen, das Energiemanagementsysteme für Gebäude anbietet                | 24,2 %               |
| Sofi Filtration Oy    | Bietet eine effektive Wasserreinigungstechnologie                             | 19,6 %               |
| Enersize Oyj          | Unternehmen für industrielle Energiespardienstleistungen                      | 7,1 %                |
| Aurelia Turbines Oy   | Hersteller von Gasturbinen                                                    | 0,3 %                |
| Metgen Oy             | Hersteller von Enzymen für die Forstwirtschaft und die Biokraftstoffindustrie | 1,8 %                |
| Sansox Oy             | Unternehmen für Wasseroxidationssysteme                                       | 10,3 %               |
| Swap.com Services Ltd | Second-Hand-Kaufhaus                                                          | 15,0 %               |